# Nicolaes vanden Brande
Nicolaes vanden Brande, gelatiniseerd Nicolaus Brandius (Breda (?), ca. 1532 – Brussel, ca. september 1622) was een Zuid-Nederlands magistraat en kunstliefhebber. Hij zetelde in de Raad van Brabant (1582-1622) en bezat een belangrijke Bruegelcollectie.

## Leven
Nicolaes was de zoon van Thomas van den Brande uit Breda. Hij groeide daar op en schreef zich op 22 augustus 1548 in aan de Universiteit van Leuven, waar hij afstudeerde in de rechten. Uit zijn bezit van enkele Italiaanse boeken en schilderijen mag misschien worden afgeleid dat hij ook in Italië heeft gestudeerd of verbleven. Wellicht ging hij daarna werken voor het Brusselse stadsbestuur. Als overtuigd katholiek verliet hij de stad tijdens het calvinistisch bewind (1577-1584). Hij trouwde in 1578 met Cathelyne Moeyensoen († 1616), de dochter van zijn generatiegenoot Peeter Moeyensoen, welke laatste hij moet hebben gekend in Leuven. 
Tijdens zijn ballingschap benoemde koning Filips II van Spanje hem op 2 december 1582 tot buitengewoon raadsheer in de Raad van Brabant en na de herovering van Brussel tot gewoon raadsheer op 20 februari 1585. Hij leefde in aanzienlijke welstand en bezat op de Houtmarkt een dubbelwoning bekend als thuys metten ingelen. Voorts had hij op de Nedermarkt een tweede huis genaamd dEycke. In 1612 werd Vanden Brande fabriekmeester van de Sint-Goedelekerk met Peeter Vinck en Jacop vander Noot.
De kinderloze weduwnaar testeerde op 16 juni 1622 ten gunste van zijn halfzusters langs moederszijde, Catharina en Anna Crocart. Hij was toen hoogbejaard en omschreef zichzelf als gesont van herten ende van verstant, maer debiel ende sieckelyck naeden lichaeme. Hij stierf enkele maanden later in zijn woning op de Houtmarkt. Zijn dood is te situeren na 13 september 1622 maar vóór zijn opvolging door Pierre van Langenhove op 3 oktober 1622.

## Kunstverzameling
Vanden Brande was een humanist die correspondeerde met onder meer Justus Lipsius en Carolus Clusius. Met die laatste deelde bij een belangstelling voor planten en kruiden. Hij bezat een bibliotheek met juridische, geschiedkundige en filosofische werken. Ook het Schilder-boeck van Karel van Mander ontbrak niet. Als bibliofiel was hij een goede klant van Plantijn.
De kunstverzameling van Vanden Brande is bekend dankzij een bewaarde schattingslijst en een (kortere) verkoopslijst, alsook door enkele aantekeningen van Pieter Stevens. Deze documenten geven een uitzonderlijk inzicht in de collectie van een 16e-eeuwse burgerman. De taxatie gebeurde op 21 november 1622 in zijn sterfhuis door de schilders Michiel van Werchoven en Gaspar de Crayer. Hun nogal haastige inventarisatie bevatte een honderdtal schilderijen en tekeningen, naast enkele beelden en boeken. Prominent zijn het tiental werken dat hij bezat van Pieter Bruegel: acht schilderijen en twee pentekeningen. Het is goed mogelijk dat hij van enkele ervan de eerste eigenaar is geweest. Ze kwamen uit dezelfde streek, hadden ongeveer dezelfde leeftijd en woonden van 1563 tot 1569 in dezelfde stad (Brussel). Onder zijn Bruegels waren onder meer de kleine Toren van Babel en het verdwenen paneel De heide. Ook van de planten- en dierenschilder Willem Tons bezat hij veel werk.

## Voetnoten
1. ↑  Geboortejaar geschat op basis van zijn inschrijving aan de Leuvense universiteit in 1548